# Helleia aestiva
Helleia aestiva är en fjärilsart som beskrevs av Einar Wahlgren 1924. Helleia aestiva ingår i släktet Helleia och familjen juvelvingar. Inga underarter finns listade i Catalogue of Life.